# Cheilanthes multifida
Cheilanthes multifida är en kantbräkenväxtart. Cheilanthes multifida ingår i släktet Cheilanthes och familjen Pteridaceae.

## Underarter
Arten delas in i följande underarter:
- C. m. lacerata
- C. m. multifida